# Vršovický hřbitov
Vršovický hřbitov je veřejné pohřebiště v Praze 10-Vršovicích. Nachází se mezi ulicemi U Vršovického hřbitova a Moskevská pod vrchem Bohdalec. Vršovický hřbitov spravuje příspěvková organizace Hřbitovy a pohřební služby hl. m. Prahy, Hřbitovní správa Vinohrady. 

## Popis

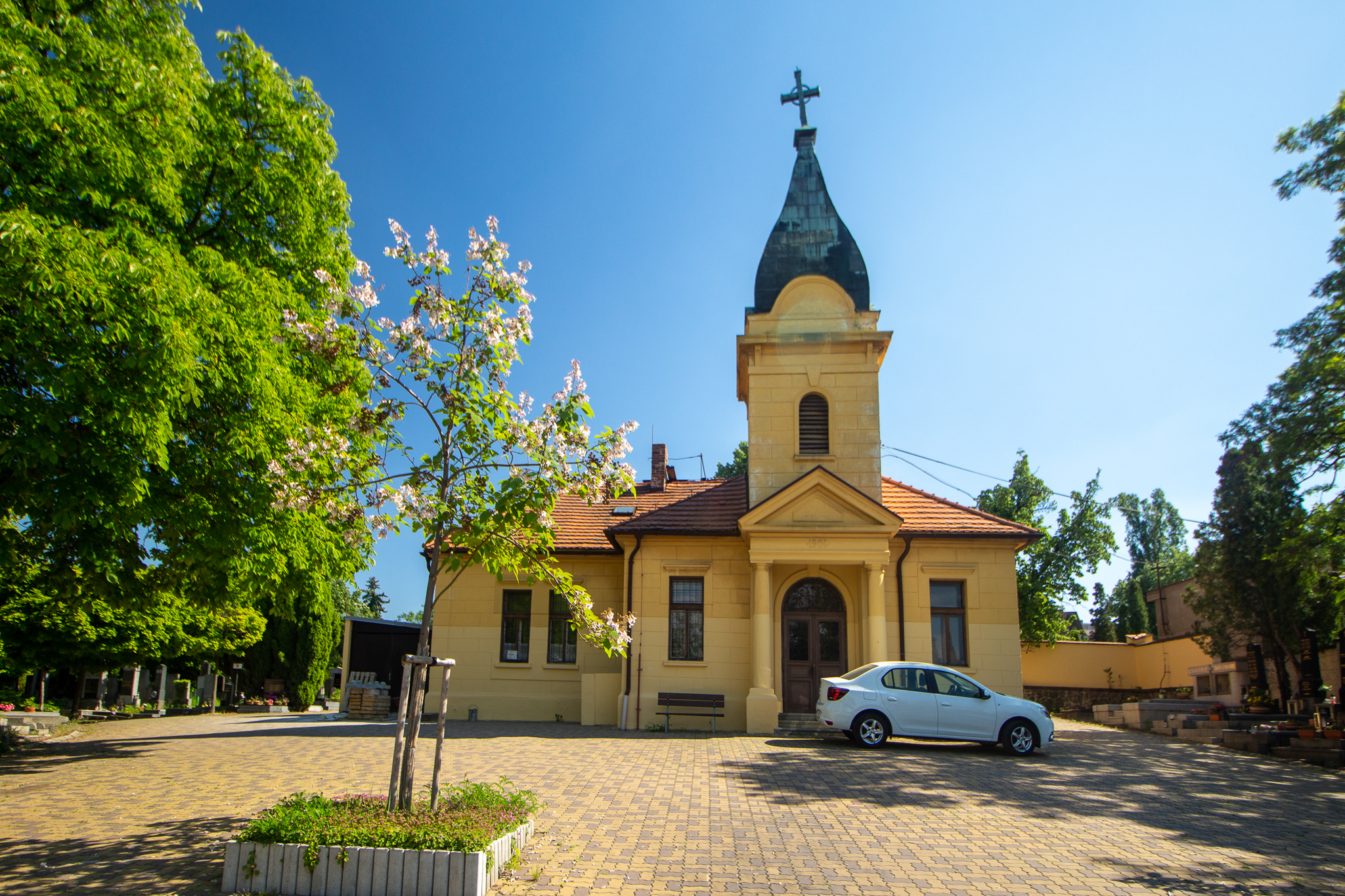
Hřbitovní kaple

Rozloha hřbitova je 4,16 ha. Na hřbitově jsou mimo jiné pohřbeni majitel cirkusu Jindřich Kludský, publicista a politik Václav Beneš, bratr prezidenta Beneše, spisovatel Rudolf Černý, malíř Zdeněk Glückselig, herečka dětských pořadů Štěpánka Haničincová, scenárista a písničkář Jarka Mottl, hudební skladatel Bedřich Nikodém nebo rodina Zdeňka Svěráka.

## Historie
Původní vršovický hřbitov býval u románské kapličky sv. Máří Magdaleny na Vršovickém náměstí, kde stojí kostel sv. Mikuláše. Později byl zřízen hřbitov v místech kostela sv. Václava na náměstí Svatopluka Čecha. 
Na počátku 20. století byl založen hřbitov pod Bohdalcem na pozemcích, které zakoupila obec roku 1899 od manželů Černých a Čekanových z Michle. Roku 1906 zde byla postavena hřbitovní kaple.